# Amber River
Amber River är ett vattendrag i Kanada.   Det ligger i provinsen Alberta, i den centrala delen av landet, 3 200 km väster om huvudstaden Ottawa.
I omgivningarna runt Amber River växer i huvudsak blandskog. Trakten runt Amber River är nära nog obefolkad, med mindre än två invånare per kvadratkilometer.